# La Chevillotte
La Chevillotte – miejscowość i gmina we Francji, w regionie Burgundia-Franche-Comté, w departamencie Doubs.
Według danych na rok 1990 gminę zamieszkiwały 82 osoby, a gęstość zaludnienia wynosiła 11 osób/km² (wśród 1786 gmin Franche-Comté La Chevillotte plasuje się na 661. miejscu pod względem liczby ludności, natomiast pod względem powierzchni na miejscu 608.).